# جين كالدر
جين كالدر (1936 - 28 نوفمبر 2022)، ناشطة أسترالية في مجال العمل الإنساني وما يتعلق بذوي الاحتياجات الخاصة.

## حياتها
غادرت جين بلدها أستراليا إلى بيروت قبيل الاجتياح الإسرائيلي للبنان عام 1982، وتطوعت للعمل في جمعية الهلال الأحمر الفلسطيني، ثم اضطرت لمغادرة لبنان إلى مصر حيث أسست مركز التأهيل التابع لجمعية الهلال الأحمر الفلسطيني، الذي يختص برعاية ذوي الاحتياجات الخاصة، وترأست المركز حتى عام 1994.
وبعد تأسيس السلطة الوطنية الفلسطينية بموجب اتفاقية أوسلو انتقلت إلى قطاع غزة حيث وضعت حجر الأساس لمقر جمعية الهلال الأحمر الفلسطيني في مدينة خان يونس، كما أسست مركزًا لتنمية القدرات لمساعدة ذوي الاحتياجات الخاصة ودمجهم في المجتمع.
اشتهرت بنشاطها في مخيمات اللاجئين في بيروت وغزة.

## العمل الإنساني
عند مغادرتها بيروت إلى مصر اصطحبت معها ثلاثة أطفال أيتام فقدوا أسرهم جراء الاجتياح الإسرائيلي لبيروت في مطلع الثمانينيات، هم: دلال وبدر ومحمد، وقامت على رعايتهم، وعند عودتها إلى غزة انتقلوا معها وأقاموا معها في غزة، وقد كانت "دلال" طفلة كفيفة في الخامسة من عمرها عندما احتضنتها جين، وصارت الآن مديرة التعليم المستمر ومحاضرة في مركز تنمية القدرات الجامعية في جمعية الهلال الأحمر الفلسطيني.

## الجوائز
حصلت جين على وسام "رفيق" من أستراليا عام 2005، وذلك تكريمًا لها على الخدمة الإنسانية في الشرق الأوسط، وخاصة للأشخاص ذوي الإعاقة الذين يعيشون في مخيمات اللاجئين في لبنان وقطاع غزة.

## مرضها
اكتشفت جين إصابتها بسرطان القولون عام 2020، وحاولت الخروج من قطاع غزة لتلقي العلاج إلا أن السلطات الإسرائيلية عرقلت حصول جين على تصريح مرور عبر حاجز بيت حانون (إيرز) لتلقي العلاج غير المتوفر في غزة المحاصرة، فسافرت إلى مصر للعلاج، لكن كان المرض قد وصل إلى مرحلة متاخرة، فعادت إلى قطاع غزة.

## وفاتها
توفيت جين في غزة يوم الإثنين الموافق 28 نوفمبر 2022، ودُفنت في غزة. ونعتها لجنة متابعة العمل الحكومي التي تديرها حركة المقاومة الإسلامية (حماس)، وجاء في البيان الرسمي لنعيها أنها كانت «"أيقونة من أيقونات العمل الإنساني الداعم والمناصر لقضيتنا الفلسطينية وحقنا في التخلص من الاحتلال"»، وأضاف البيان: «كرّست الراحلة حياتها لخدمة شعبنا وقضيتنا، لا سيما عبر عملها الطبي، وقد عملت لسنوات عميدة لكلية تنمية القدرات الجامعية بغزة، وتعد من المساهمين الأوائل في تأسيس الهلال الأحمر الفلسطيني (..) وبقيت وفيّة لشعبنا وقضيتنا حتى لحظات حياتها الأخيرة، وهي تصر على البقاء في غزة لمواصلة رسالتها الإنسانية».